# Betty Everett
Betty Everett (Greenwood, 1939. november 23. – Beloit, 2001. augusztus 19.) amerikai R&B- és soulénekesnő, zongorista. Legnagyobb slágere a milliós példányszámban eladott „Shoop Shoop Song (It's In His Kiss)”, valamint a Jerry Butlerrel előadott duettje, a „Let It Be Me” duettje volt.

| Betty Everett                             | Betty Everett                             |
| Kattints az alábbi külső linkek egyikére! | Kattints az alábbi külső linkek egyikére! |
| ----------------------------------------- | ----------------------------------------- |
| Nem található szabad kép.(?)              |                                           |
| külső link · jogvédett                    | Betty Everett                             |

## Pályafutása
Betty Everett Greenwoodban született, Mississippiben nőtt fel, majd Chicagóba költözött. 1958-ban a Cobra Recordshoz szerződött és kezdett lemezfelvételeket készíteni. Az 1960-as évek elején a Vee-Jay Recordshoz ment át és slágereket vett fel. A „You're No Good” eredeti verziója nem aratott túl nagy sikert 1975-ig, de aztán Linda Ronstadt nagy slágert csinált belőle. Következő kislemeze, a „The Shoop Shoop Song (It's in His Kiss)” volt az első nagyobb sikere: 1964-ben a hatodik helyen végzett a popslágerlistákon.
Következő nagy sikere a Jerry Butlerrel készült duett, a „Let It Be Me” duett volt, amely a The Everly Brothers dalának verziója. 1964-ben az ötödik helyre került az R&B-listán. Everett 1969-es dala, a „There'll Come a Time” a második helyet érte el az R&B-listákon, a pop listákon pedig a 26. lett. 
1974-ig a Fantasy Recordsnál volt. Lemezt készített a United Artists Recordsnál is (1978). Utolsó nyilvános fellépése a 2000-es PBS különkiadásban volt. 2001 augusztusában hunyt el wisconsini otthonában.

## Stúdióalbumok
- 1962: Betty Everett & Ketty Lester
- 1963: You're No Good
- 1964: Delicious Together; és Jerry Butler
- 1968: I Need You So
- 1969: There'll Come a Time
- 1974: Love Rhymes
- 1975: Happy Endings